# Красинский, Ян Казимир
Ян Казимир Красинский (1607, Цеханув — 1669) — государственный и военный деятель Речи Посполитой, дипломат, дворянин королевский, вахмистр королевича Кароля Фердинанда, подкоморий цеханувский (с 1634), каштелян цеханувский (1637—1648) и варшавский (1648—1650), воевода плоцкий (1650—1658), полковник королевский (с 1661), подскарбий великий коронный (1658—1668).

## Биография
Представитель польского магнатского рода Красинских герба «Слеповрон». Сын воеводы плоцкого Станислава Красинского (1558—1617) от второго брака с Маргаритой Миховской.
Староста ломжинский, новы-корчинский, пшаснышский и парчевский.
В 1637 году Ян Казимир Красинский был назначен каштеляном цеханувским, а в 1648 года стал каштеляном варшавским. В 1650 году получил должность воеводы плоцкого. Во время «Шведского потопа» Ян Казимир Красинский в сентябре 1655 года командовал польским ополчением в неудачной битве со шведской армией Густава Отто Стенбока под Новы-Двуре в Мазовии. Возглавлял польско-литовскую делегацию, которая 3 ноября 1656 года заключил Виленское перемирие с Русским государством. В 1658 году получил должность подскарбия великого коронного.

## Семья
Ян Казимир Красинский был дважды женат. В 1635 году перым браком женился на Урсуле Гржибовской (ум. 1647), от брака с которой имел сына и дочь:
- Ян Бонавентура Красинский (1639—1717), полковник королевский (1661), воевода плоцкий (1688), староста новы-корцинский, пшаснышский и парчевский
- Иоанна Мария Красинская, жена старосты добжыньского Адама Носковского

В 1650 году вторично женился на француженке Амате Андро де Ланжерон (ум. 1663), старшей придворной даме польской королевы Людвики Марии. Второй брак был бездетным.